# Parlamentswahl in Griechenland 2000
- KKE: 11
- SYN: 6
- PASOK: 158
- ND: 125

Die Parlamentswahl in Griechenland 2000 fand am 8. April 2000 statt.

## Wahlsystem
Es wurden 300 Sitze im Griechischen Parlament für eine Legislaturperiode von vier Jahren bestimmt. Für die zugelassenen Parteien galt eine Drei-Prozent-Sperrklausel. Gewählt wurde nach dem Verhältniswahlrecht. Für alle griechischen Bürger über 18 Jahre herrschte Wahlpflicht.

## Parteien
Zur Wahl traten 25 verschiedene Parteien an.
Die bisher im Parlament vertretenen Parteien:
| Parlamentsparteien | Parlamentsparteien | Parlamentsparteien                                                                                                   | Parlamentsparteien         | Parlamentsparteien   | Parlamentsparteien    |
| Logo               | Logo               | Name | Ausrichtung                | Spitzenkandidat      | Spitzenkandidat       |
| ------------------ | ------------------ | --- | -------------------------- | -------------------- | --------------------- |
|                    | Logo der PASOK     | Panellinio Sosialistiko Kinima (PASOK) Πανελλήνιο Σοσιαλιστικό Κίνημα (ΠΑΣΟΚ) Panhellenische Sozialistische Bewegung | sozialdemokratisch         | Konstantinos Simitis | Konstantinos Simitis  |
|                    | Logo der ND        | Nea Dimokratia (ND) Νέα Δημοκρατία (ΝΔ) Neue Demokratie                                                              | konservativ                | Kostas Karamanlis    | Kostas Karamanlis     |
|                    | Logo der KKE       | Kommounistiko Komma Elladas (KKE) Κομμουνιστικό Κόμμα Ελλάδας (KKE) Kommunistische Partei Griechenlands              | kommunistisch              | Aleka Papariga       | Aleka Papariga        |
|                    | Logo der SYN       | Synaspismos (SYN) Συνασπισμός (ΣΥΝ) Koalition                                                                        | demokratisch-sozialistisch |                      | Nikos Konstantopoulos |
|                    | Logo der DIKKI     | Dimokratiko Kinoniko Kinima (DIKKI) Δημοκρατικό Κοινωνικό Κίνημα (ΔΗΚΚΙ) Demokratische Sozialbewegung                | sozialistisch              |                      |                       |

## Wahlergebnis
Die Panhellenische Sozialistische Bewegung (PASOK) wurde Wahlsieger mit recht knappen Vorsprung vor der Neue Demokratie (ND). Alle linken Parteien mussten bei der Wahl Verluste hinnehmen. Die zuvor im Parlament vertretene Demokratische Sozialbewegung (DIKKI) scheiterte an der Drei-Prozent-Hürde und konnte somit keine Vertreter mehr entsenden.
| Listen                   | Listen                                                           | Stimmen   | %    | +/-  | Mandate | +/- |
| ------------------------ | ---------------------------------------------------------------- | --------- | ---- | ---- | ------- | --- |
|                          | Panellinio Sosialistiko Kinima (PASOK)                           | 3.007.596 | 43,8 | +2,3 | 158     | −4  |
|                          | Nea Dimokratia (ND)                                              | 2.935.196 | 42,7 | +4,6 | 125     | +17 |
|                          | Kommounistiko Komma Elladas (KKE)                                | 379.454   | 5,5  | ±0,1 | 11      | ±0  |
|                          | Synaspismos (SYN)                                                | 219.880   | 3,2  | −1,9 | 6       | −4  |
|                          | Dimokratiko Kinoniko Kinima (DIKKI)                              | 184.598   | 2,7  | −1,7 | –       | −9  |
|                          | Dimokratiki Periferiaki Enosi (DPE)                              | 32.068    | 0,5  | Neu  | –       | Neu |
|                          | Enosi Kendroon (EK)                                              | 23.228    | 0,3  | −0,4 | –       | ±0  |
|                          | Enosi Ikoloyon                                                   | 20.446    | 0,3  | ±0,0 | –       | ±0  |
|                          | Ethniki Symmachia                                                | 14.703    | 0,2  | Neu  | –       | Neu |
|                          | Proti Grammi                                                     | 12.125    | 0,2  | Neu  | –       | Neu |
|                          | Metopo Rizospastikis Aristeras (MERA)                            | 8.132     | 0,1  | Neu  | –       | Neu |
|                          | Kommounistiko Komma Elladas (marxistiko-leninistiko) (KKE (m-l)) | 7.301     | 0,1  | N/A  | –       | N/A |
|                          | Komma Ellinismou                                                 | 6.272     | 0,1  | –0,1 | –       | ±0  |
|                          | Aristera! (ML KKE – A/synechia)                                  | 5.866     | 0,1  | ±0,0 | –       | ±0  |
|                          | Ikologoi Enallaktiki                                             | 3.321     | 0,0  | ±0,0 | –       | ±0  |
|                          | Komma Fileleftheron                                              | 2.091     | 0,0  | N/A  | –       | N/A |
|                          | Agonistiko Sosialistiko Komma Elladas (ASKE)                     | 2.026     | 0,0  | ±0,0 | –       | ±0  |
|                          | Aftodynami Kinisi Ergatikis Politikis (AKEP)                     | 1.145     | 0,0  | Neu  | –       | Neu |
|                          | Organosi gia tin Anasynkrotisi tou KKE (OAKKE)                   | 1.126     | 0,0  | ±0,0 | –       | ±0  |
|                          | Christopistia                                                    | 305       | 0,0  | N/A  | –       | N/A |
|                          | Komma Ergazomenon Ellinon (KOEEL)                                | 169       | 0,0  | ±0,0 | –       | ±0  |
|                          | Ethniko Patriotiko Komma (EPAK)                                  | 22        | 0,0  | Neu  | –       | Neu |
|                          | Olympismos                                                       | 14        | 0,0  | ±0,0 | –       | ±0  |
|                          | Panellinio Dimokratiki Komma Eirinis (PADIKE)                    | 4         | 0,0  | Neu  | –       | Neu |
|                          | Sonstige                                                         | 923       | 0,0  | ±0,0 | –       | ±0  |
| Gesamt                   | Gesamt                                                           | 6.868.011 | 100  |      | 300     | –   |
|                          |                                                                  |           |      |      |         |     |
| Ungültige Stimmen        | Ungültige Stimmen                                                | 158.516   | 2,3  | –0,6 |         |     |
| Wähler                   | Wähler                                                           | 7.026.527 | 75,0 | –1,4 |         |     |
| Wahlberechtigte          | Wahlberechtigte                                                  | 9.372.541 |      |      |         |     |
|                          |                                                                  |           |      |      |         |     |
| Quelle: Innenministerium |                                                                  |           |      |      |         |     |